# Аль-Васик Биллах
Абу́ Джа́фар Хару́н ибн Муха́ммад аль-Ва́сик Билла́х (араб.  أبو جعفر هارون الواثق بالله‎;
811/812, Мекка — 10 августа 847, Самарра) — девятый халиф Арабского халифата из династии Аббасидов в 842 — 847 годах, сын халифа аль-Мутасима, старший брат халифа аль-Мутаваккиля.

## Происхождение
Абу Джафар Харун ибн Мухаммад аль-Васик был сыном халифа аль-Мутасима от его византийской умм аль-валад Каратис. Он родился по дороге в Мекку в 811/812 году (196 год Хиджры), когда его отцу было всего 16 лет. Однако, по утверждению аль-Масуди, в момент восшествия на престол в январе 842 года аль-Васику было 31 год и 9 месяцев, из чего следует, что он родился в апреле 810 года. При этом сам аль-Масуди признаёт противоречивость датировки рождения аль-Васика.

## Правление
Харун аль-Васик стал халифом после смерти своего отца аль-Мутасима в начале января 842 года. Переход власти от покойного халифа к его наследнику произошёл необычайно легко, поскольку управление халифатом продолжало оставаться в руках правительства аль-Мутасима, состоявшего из визиря Мухаммеда ибн Абд аль-Малика аз-Зейята (или Заййата), верховного кади Ахмада ибн Абу Дуада и трёх тюркских военачальников — Ашинаса, Итаха и Васифа. Именно они организовали мирное наследование престола и продолжили управлять халифатом при халифе аль-Васике с его полного согласия.
Незадолго до смерти халифа началось серьёзное восстание в Палестине и Сирии под предводительством некоего аль-Мубарки, выдававшего себя за потомка династии Омейядов. Новый халиф послал против повстанцев войска, которые встретились с ними в главной битве близ Дамаска. В этом сражении восставшие были разбиты, потеряв тысячи убитых. После этого войска аль-Васика направились в Палестину, где повстанцы также были разбиты, понеся потери количеством более 20 000 человек. Аль-Мубарка был схвачен и доставлен в Самарру.
Халиф аль-Васик продолжил политику утверждения мутазилитского калама в качестве государственной религиозной доктрины, проводившуюся двумя его предшественниками на престоле халифа. При нём ужесточились преследования традиционалистов, не желавших принять идеологию мутазилитов, для чего активно использовалась процедура михны. Мутазилиты получили полное господство в теологических собраниях Багдада, Самарры и Басры, а центр традиционной теологии переместился на восток — ко двору Тахиридов в Нишапуре. Одним из проявлений религиозной политики аль-Васика стало проведение допроса всех ученых Басры с целью подтверждения их приверженности мутазилитской доктрине, организованного наместником Басры по приказу халифа.
Стремясь пополнить казну, аль-Васик начал тщательно придираться к своим чиновникам, облагая их за различные повинности различными штрафами размером от 100 тысяч до миллиона динаров. Как утверждает Уильям Мьюр, на такой способ увеличения доходов халифа натолкнула история падения Бармакидов и конфискации их огромного состояния при халифе Харуне ар-Рашиде. Услышав её, аль-Васик якобы воскликнул: «Какой прекрасный пример оставил мне мой дед!». В 844 году (229 год Хиджры) халиф аль-Васик приговорил многих государственных чиновников к ударам палками и выплате внушительных штрафов, обвинив их в халатном отношении к исполнению своих служебных обязанностей. В 845 году по инициативе аль-Васика, который не разделял устремлений своего отца в отношении постоянного джихада, на византийской границе в районе Тарсуса между халифатом и Византийской империей был произведён обмен пленными, в результате которого тысячи военнопленных с обеих сторон были возвращены на родину.
В апреле 846 года был раскрыт заговор с целью организации восстания в Багдаде. Причиной этого стало недовольство горожан политикой Самаррского правительства, подконтрольного тюркской гвардии, а также в некоторой степени протест против насильственного насаждения мутазилитской доктрины. По замыслу организаторов заговора, недовольные горожане должны были подняться на восстание в ответ на одновременный стук барабанов в разных частях Багдада в условленный день. Всем активным участникам заговора заранее были розданы некоторые суммы денег, что и стало причиной провала: двое повстанцев устроили на полученные деньги весёлую попойку и спьяну начали бить в барабаны на день раньше. Явившаяся на шум полиция повязала горе-заговорщиков, в результате чего весь заговор был раскрыт. Главный организатор неудавшегося восстания Ахмад ибн Наср аль-Хузаи, известный знаток хадисов и активный противник мутазилитской идеологии, приходившийся внуком одному из активных сторонников Аббасидов Малику ибн аль-Хайсаму, был схвачен и доставлен к халифу. Аль-Васик лично допросил его и потребовал признать догмат о сотворённости Корана — одно из основных положений мутазилитского калама, однако престарелый аль-Хузаи отказался отречься от своих убеждений. Несмотря на заступничество кади Ибн Аби Дуада, предложившего признать аль-Хузаи умалишённым, халиф послал за большим мечом, называемым «Самсама» и принадлежавшим когда то одному из ранних героев ислама Амру ибн Мадикерибу. Аль-Васик взял меч и нанёс первый удар по шее аль-Хузаи, после чего тюркские гвардейцы добили старика. Затем какое то время обезглавленное тело аль-Хузаи выставляли на всеобщее обозрение в Самарре, а его голову — в разных районах Багдада, прикрепив к уху записку, в которой говорилось, что этот многобожник упорствовал в своих заблуждениях и отказался раскаяться даже по прямому повелению халифа.
В период правления аль-Васика произошло несколько волнений среди аравийских бедуинских племён (Бану Сулайм и других), создавших реальную угрозу как для самих священных городов Мекки и Медины, так и для совершавших хадж паломников. При помощи тюркских войск во главе с военачальником Бохой мятеж бедуинов был подавлен, полторы тысячи пленных мятежников были заключены в Медине, где впоследствии были перебиты горожанами при попытке освободиться. Волнения бедуинов однако ещё долго продолжались в центральной и южной частях Аравийского полуострова. Кроме этого, при халифе аль-Васике происходили восстания хариджитов в районе Мосула и курдское восстание в Персии, которые также были подавлены.
Халиф аль-Васик внезапно умер 10 августа 847 года от водянки. Какое то время перед смертью халиф спасался от мучений, залезая в печь, что приносило некоторое облегчение, однако никакого лечения его болезни не производилось. В качестве наследника аль-Васика собравшееся правительство в составе визиря Ибн аз-Зейята, верховного кади Ибн Абу Дуада, тюркских военачальников Итаха и Васифа (Ашинас к тому времени уже умер в декабре 844 года) и ещё нескольких сановников провозгласило его младшего брата Джафара, вступившего на престол под именем аль-Мутаваккиля.

## Личные качества и семья
Харун аль-Васик был человеком среднего сложения, красивым и белокожим (качество, вероятно, унаследованное им от своей матери-гречанки). Один его глаз был отмечен заметной белой крапинкой. Халиф не испытывал энтузиазма по поводу участия в путешествиях, военных экспедициях и других мероприятиях за пределами своей столицы и, похоже, за всё время своего шестилетнего правления ни разу не покидал Самарры. Он проживал в своём новом дворце, который в честь него получил имя Гаруни (местонахождение дворца до сих пор не установлено). Однажды он вознамерился совершить хадж, однако его быстро отговорили, сославшись на отсутствие воды на маршруте. Согласно характеристике аль-Масуди, аль-Васик был «обильно евшим и пившим, милостивым, жалостливым к людям дома своего, заботившимся о делах подданных своих». Кроме того, аль-Масуди отмечал склонность халифа к людям мыслящим, учёным-теологам, медикам и знатокам законов, в связи с чем аль-Васик любил принимать участие в разного рода учёных собраниях и научных обсуждениях. Кроме прочих, при дворе аль-Васика работал знаменитый врач и переводчик Хунайн ибн Исхак, который именно по заданию халифа аль-Васика создал свой труд «Книга природных вопросов» (Китаб ал-маса’ил ат-таби’иййа).
От своей византийской наложницы по имени Курб халиф аль-Васик имел сына Мухаммеда, которого после смерти отца первоначально рассматривали в качестве его преемника. Тюркский военачальник Васиф однако заявил, что Мухаммед ещё слишком молод, чтобы стать халифом. В дальнейшем он всё же на короткое время занял халифский престол под именем аль-Мухтади.

## В литературе
Аль-Васик стал героем фантастического романа «Васик» или «Ватек» (фр. Vathek), написанного английским писателем Уильямом Бекфордом на французском языке и впервые опубликованного в 1786 году.